# Ếch ương beo
Ếch ương beo hay Ễnh ương Mỹ hay ếch bò Mỹ, ếch trâu Mỹ (tên khoa học: Lithobates catesbeianus) là một loài ếch trong họ Ranidae, là loài ếch lớn nhất ở Bắc Mỹ. Có nguồn gốc từ Đông Bắc Mỹ, những con ếch khổng lồ có thể nặng tới 0,6 kg đến 2 kg và dài tới 20 cm. Đây là một loài xâm lấn nguy hiểm. Loài ếch trâu này có nguồn gốc từ châu Mỹ. Chúng là món ăn của các loài chim, cá, các loài gặm nhấm và một số loài thú nhỏ.

## Xâm lấn
Loài này là một trong những loài xâm lấn dữ dội và đã được phát tán đến nhiều nước do hoạt động thương mại buôn bán thủy sản và cá cảnh. Ếch ương beo là đối tượng buôn bán và thường được nuôi lấy thịt ở nhiều nước trên thế giới. Tuy nhiên, loài ễnh ương này là nguyên nhân tổn thất nặng nề số lượng các loài động vật hoang dã, bao gồm tôm, ếch, cá, kỳ nhông, thằn lằn, rắn và thậm chí cả các loài chim. Vấn đề chính là trong tự nhiên chúng có khả năng thích nghi cao, cạnh tranh mạnh và ăn cả các loài bò sát bản địa.
Chúg xuất hiện lần đầu tiên ở vùng Hanover, Đức, với số lượng lớn đến mức có thể được coi là một nạn dịch. Một người nuôi thú cảnh nào đó đã chán trò này và thả một vài con ra sông, vô tình mở đường cho chúng phát triển. Gặp môi trường đặc biệt thuận lợi, không hề có một kẻ thù tự nhiên nào cộng với điều kiện có sông ngòi, đầm lầy, ếch trâu đã sinh sản với tốc độ nhanh. Dân cư nhiều nơi trong vùng không dám đi ra khỏi nhà, mặc dù ếch trâu vô hại đối với con người. Tại một số vùng, những người đi xe mô tô than phiền rằng tấm thảm ếch trải trên đường đã khiến xe của họ bị trượt ngã và không thể đi được. Người ta không thể nhìn thấy nước vì ở đó chen chúc toàn ếch.